# Moby Drea
Il Moby Drea è un traghetto, appartenente alla società italiana Med Fuel SRL.

## Caratteristiche
La nave è stata costruita nel 1974 dal cantiere navale tedesco Flender Werft AG di Lubecca per la compagnia di navigazione svedese Tor Line con il nome di Tor Britannia: al momento del varo, avvenuto il 10 ottobre 1974, si trattava del traghetto passeggeri più grande e veloce del mondo insieme al gemello Tor Scandinavia. Le due navi erano estremamente avanzate per l'epoca, a cominciare dalla velocità di crociera elevata (pari a 27 nodi); anche le dimensioni erano insolite, essendo più simili a quelle delle navi da crociera contemporanee che a quelle dei normali traghetti passeggeri.
Al momento del varo la capacità passeggeri era pari a 1592 ospiti e 143 membri dell'equipaggio, mentre la capacità di trasporto veicoli era pari a 379 autovetture. La propulsione, allora come oggi, era affidata a quattro motori Diesel Lindholmen-Pielstick 12PC3V in grado di erogare complessivamente 33 516 kW. Nell'inverno tra 1990 e 1991 il Tor Britannia subì estesi lavori di ricostruzione presso il cantiere navale Blohm+Voss di Amburgo, rientrando il servizio come Prince of Scandinavia. Nel 1998 subì l'installazione delle controcarene per aumentare la stabilità in navigazione.

## Servizio
Tor Britannia e il gemello Tor Scandinavia vennero ordinati all'inizio degli anni '70 dalla compagnia svedese Tor Line per sostituire i gemelli Tor Anglia e Tor Hollandia fino ad allora impiegati sulle rotte dalla Svezia per i Paesi Bassi e il Regno Unito. 

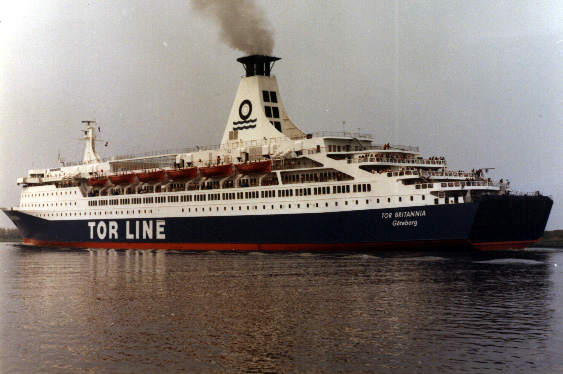
Tor Britannia con la livrea iniziale.

Il traghetto, consegnato alla compagnia il 16 maggio 1975, entrò inizialmente in servizio sulla rotta Göteborg-Harwich con scalo presso Amsterdam nel solo viaggio di ritorno; dal 1976 iniziò a servire anche il porto inglese di Immingham in alternativa a quello di Harwich.

Le successive difficoltà economiche dell'armatore (derivanti in parte dalle dimensioni eccessive delle due navi) portarono inizialmente ad una partnership con la compagnia concorrente Sessan Line e, dal 1981, alla vendita della Tor Line al colosso danese DFDS. 

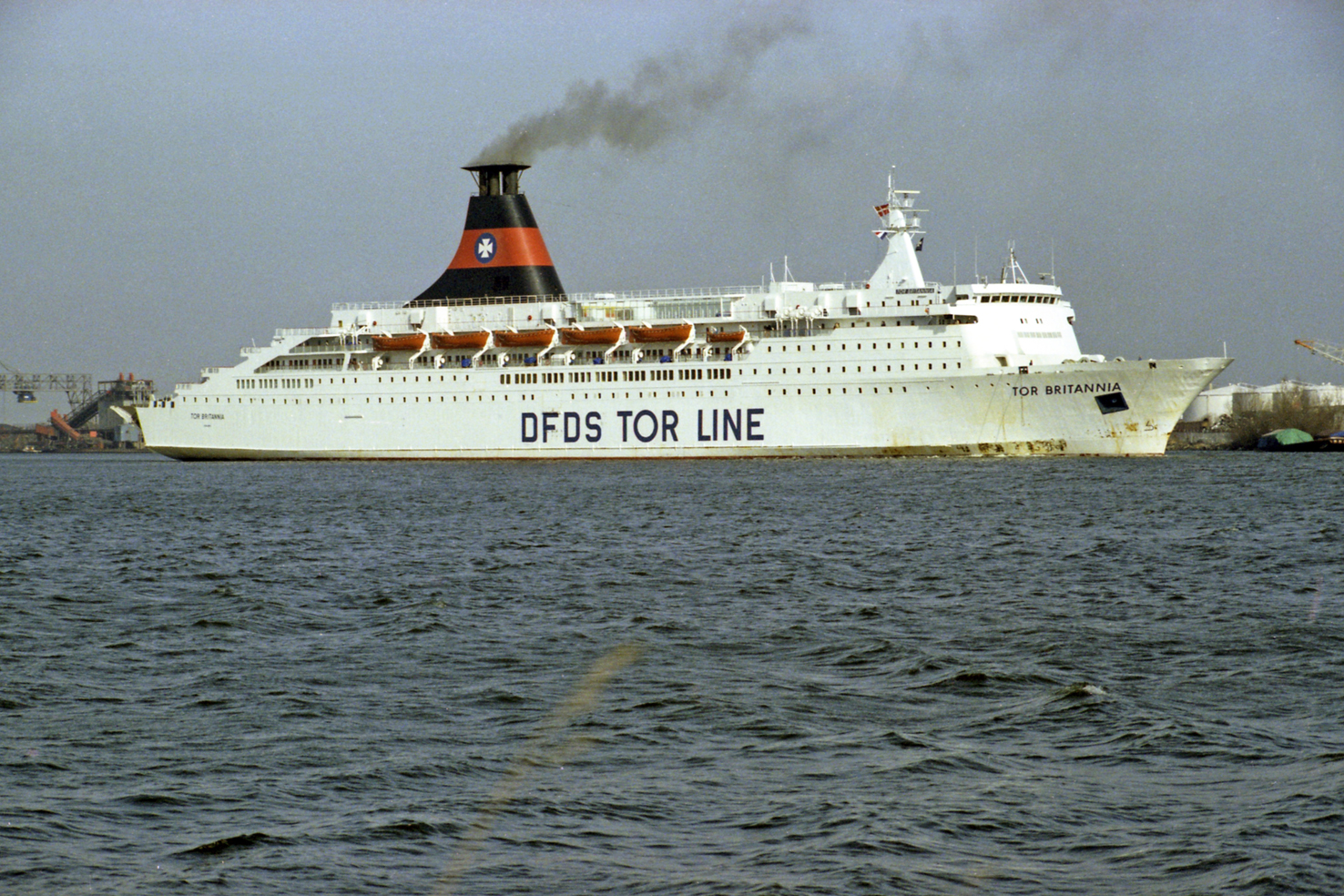
Tor Britannia in servizio per DFDS Tor Line ad Amsterdam

La nuova compagnia, dopo il fallito tentativo di impiegarla su un servizio transatlantico per la Florida con il nome di Scandinavian Star, iniziò nel 1982 ad impiegarla regolarmente sulla linea tra Esbjerg e Harwich dove rimase fino al 1990 senza interruzioni.
Nell'inverno tra 1990 e 1991 la nave fu sottoposta ad importanti lavori di ristrutturazione al cantiere navale Blohm+Voss di Amburgo, prendendo il nome di Prince of Scandinavia; negli anni successivi fu impiegata su diverse rotte, venendo in più occasioni disarmata o noleggiata ad altre compagnie.
Nel 1996 venne noleggiata per l'intera stagione estiva alla compagnia di navigazione tunisina Cotunav per l'impiego tra Francia, Italia e Tunisia; nel 1997 venne impiegata tra Amburgo e Harwich, incagliandosi nell'Elba a maggio dello stesso anno senza subire gravi danni. Nel 1998 fu sottoposta ad ulteriori lavori di ammodernamento in Polonia, durante i quali furono installate delle controcarene; da allora e fino al 2003 la nave prestò servizio stabilmente servizio sulle rotte da Amburgo per Harwich e Newcastle.
Nell'ottobre 2003 il traghetto, giunto alla soglia dei 30 anni di età, fu acquistato dalla compagnia di navigazione italiana Moby Lines. 

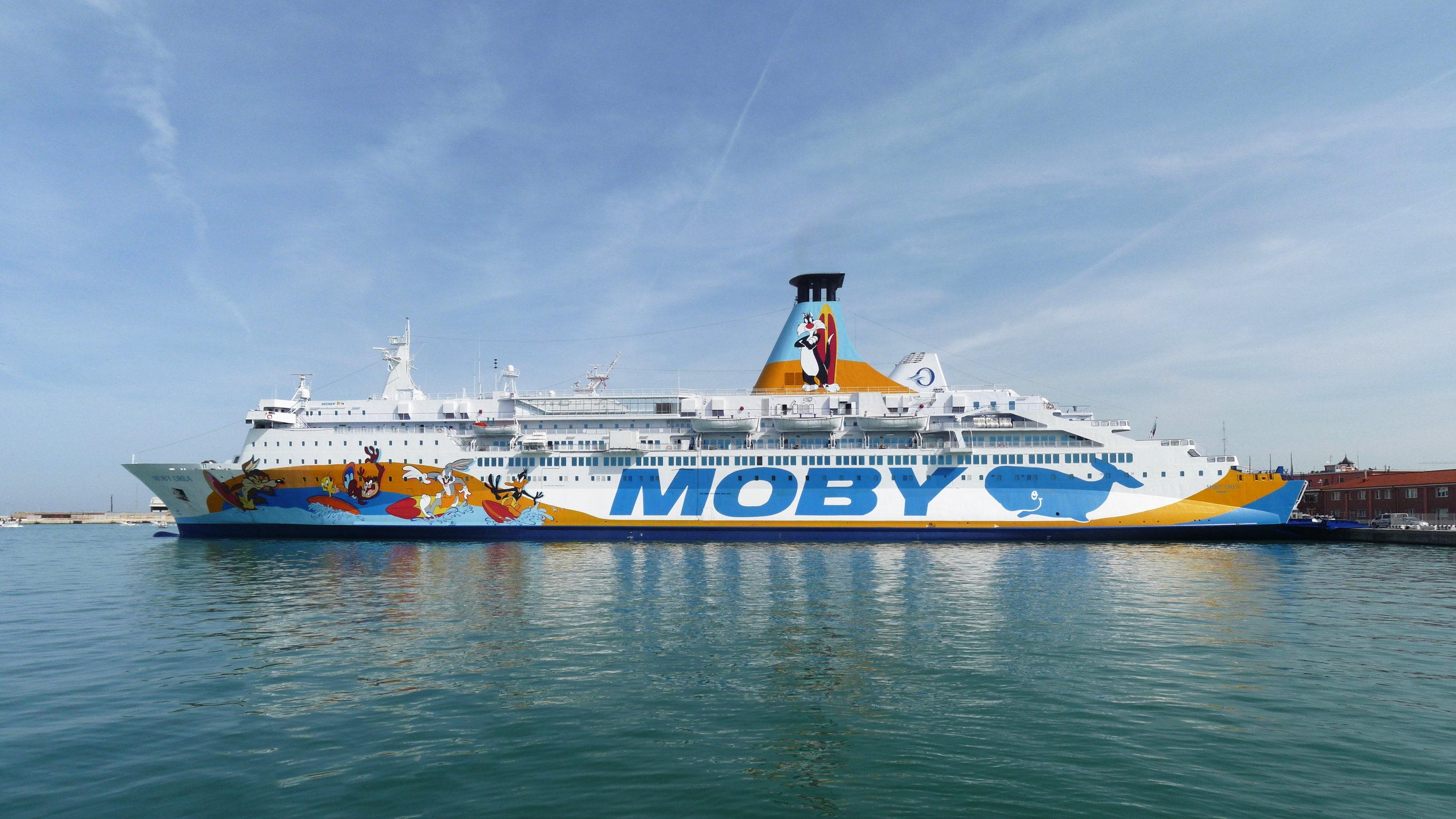
Moby Drea al Porto di Livorno nel 2009.

Rinominato Moby Drea e sottoposto a lavori di ristrutturazione degli ambienti interni, il traghetto entrò in servizio sulle rotte da e per la Sardegna, in particolare sui collegamenti estivi da Livorno e Genova verso Olbia e Porto Torres. 

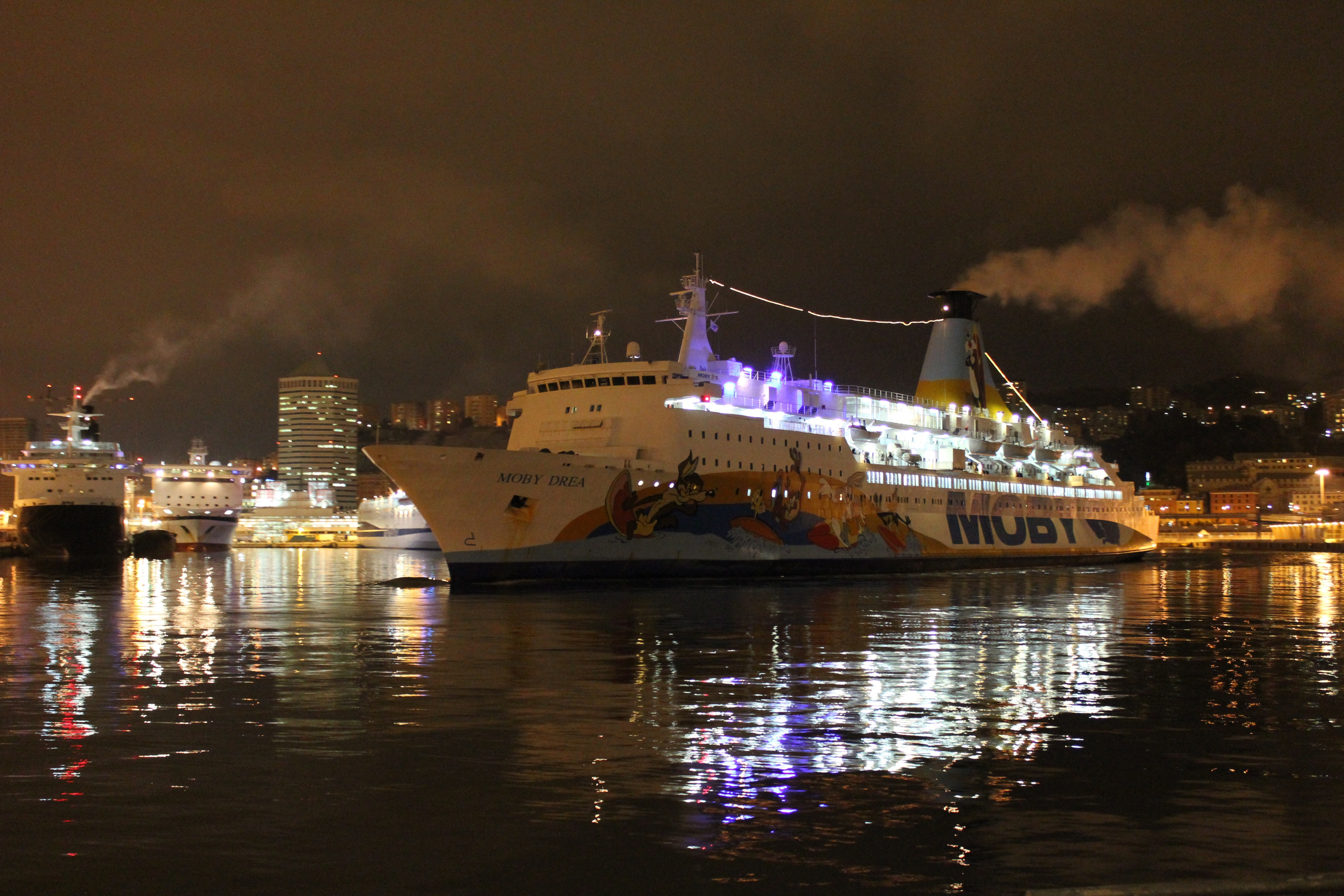
Moby Drea in partenza dal porto di Genova nel 2011.

Dal 2012 la nave fu spostata stabilmente sulla Genova-Olbia insieme alla gemella Moby Otta, entrando in servizio nei mesi estivi e rimanendo in disarmo in inverno.
Il 9 maggio 2018 la nave venne noleggiata alla Norwegian Cruise Line per servire come albergo galleggiante, per poi tornare in servizio sulla Genova-Olbia il 22 maggio. 

Nell'inverno del 2019 il Moby Drea fu impiegato stabilmente sulla rotta Livorno-Olbia sostituendo i gemelli Moby Aki e Moby Wonder venduti alla compagnia danese DFDS Seaways; il naufragio della trattativa consente però ad Aki e Wonder di rientrare in servizio, consentendo alla compagnia di porre in disarmo invernale il Drea.

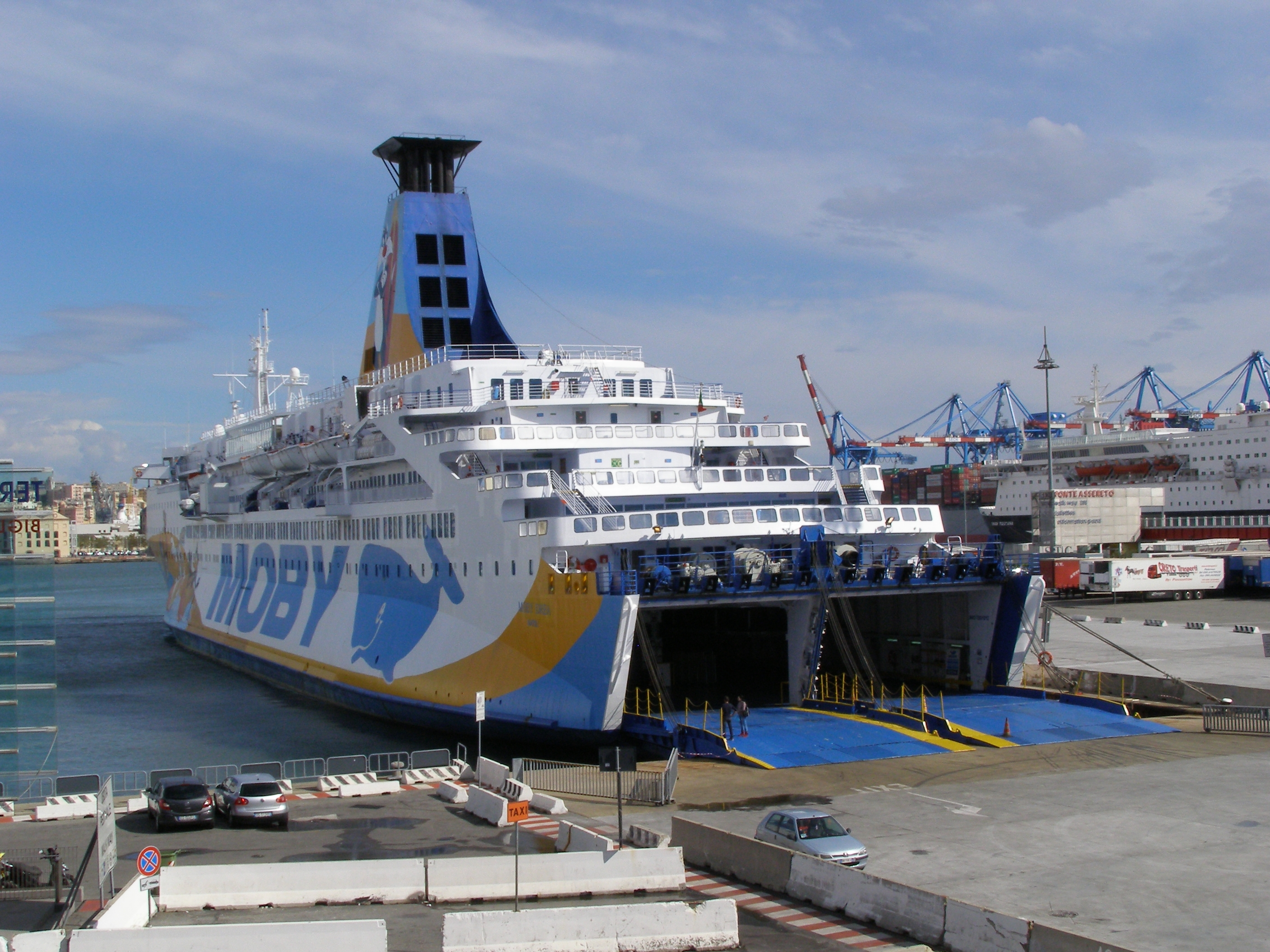
Moby Drea vista di poppa a Genova.

Nelle successive stagioni estive la nave ha prestato servizio in maniera stabile sulla rotta Genova - Olbia insieme alla gemella Moby Otta, rimanendo in disarmo per il resto dell’anno.
Terminato il servizio estivo 2024, viene, come di consueto, disarmato a Genova e successivamente posto in vendita.
Il 22 aprile 2025 ne viene annunciata la vendita per demolizione ai cantieri di Aliağa. Tuttavia, il 18 luglio salpa al traino del rimorchiatore Sea Dream per i cantieri navali Brodosplit di Spalato e, pochi giorni dopo, viene annunciato dalla società Med Fuel, neoproprietaria del traghetto, l'intenzione di sottoporre l'unità a lavori di rimozione di pannelli contenenti amianto, ubicati nelle cabine passeggeri. Ultimati i lavori, verrà trasferito al Pireo, dove verrà provveduto al ripristino delle cabine oggetto di bonifica e, a seguire, ai lavori necessari al rinnovo della classe.

## Navi gemelle
- Moby Otta (ex Tor Scandinavia e Princess of Scandinavia)